# Équipe d'Ouzbékistan de rugby à XV
L'équipe d'Ouzbékistan de rugby à XV rassemble les meilleurs joueurs de rugby à XV de l'Ouzbékistan.

## Histoire
Le rugby à XV est apparu en Ouzbékistan en 1969 mais la fédération d'Ouzbékistan de rugby à XV n'a vu le jour qu'en novembre 2001, le sport étant resté jusque-là très confidentiel. L'équipe d'Ouzbékistan joue sous les couleurs nationales : maillot à rayures verticales (haut bleu, partie centrale blanche et bas du maillot vert).